# Крекінг-установка Лепетката
Крекінг-установка Лепетката – підприємство нафтохімічної промисловості Індії, введене в експлуатацію у 2016 році. Розташоване у північно-східному штаті Ассам на лівобережжі Брахмапутри.
Проект виробництва полімерів під назвою Assam Gas Cracker Project (AGCP) реалізувала компанія Brahmaputra Cracker and Polymer Limited (BCPL). Він включає установку парового крекінгу потужністю 220 тисяч тонн етилену та 60 тисяч тонн пропілену на рік, доповнену лініями з випуску аналогічної кількості поліетилену та поліпропілену. Для забезпечення виробництва також споруджена власна електростанція потужністю 56 МВт. 
Окрім зазначених вище олефінів установка випускатиме 43 тисячі тонн піролізного бензину (PyGas, pyrolysis gasoline — високооктанова суміш, що зазвичай використовується як присадка до пального) та 10 тисяч тонн мазуту (fuel oil).
Проект розрахований на використання змішаної сировини – газового бензину (naphta) та зріджених вуглеводневих газів (ЗВГ) з переважанням останніх. Постачання рідкої сировини в обсязі 160 тисяч тонн на рік здійснює компанія NRL, що володіє нафтопереробним заводом у Нумалігарху. Що стосується ЗВГ, то для їх отримання створена трубопровідна система Дуліаджан/Лаква – Лепетката, що подає як попутний газ для вилучення фракції С2+ (з Дуліаджан), так і безпосередньо фракцію С2+ (з Лакви).